# Bambus karry
Gaeng Nor Mai (Lao: ແກງຫນໍ່ໄມ້ໃສ່ຢານາງ) eller bambus karry på dansk, er en traditionel laotisk gryderet. Hovedingredienserne er friske bambusskud og ekstrakten fra yanangblade, deraf det fulde navn Gaeng Nor Mai Bai Yanang. Retten tilberedes med grøntsager som okra og græskar, samt forskellige urter og svampe. Til retten benyttes også padaek, der består af fermenteret fisk, samt knuste klisterris, der bruges til stivelse af retten. Retten kan også findes i det nordøstlige Thailand (Isaan), hvor der er en stor etnisk laotisk befolkning.